# ウィリアン・ジョゼ・ダ・シウバ
ウィリアン・ジョゼ・ダ・シウバ（Willian José da Silva, 1991年11月23日 - ）は、ブラジル・ポルト・カウヴォ出身のサッカー選手。ECバイーア所属。ポジションはFW。

## 経歴

### クラブ経歴
CRBのユースチームでキャリアをスタートさせ、2008年にグレミオ・バルエリへ移籍。2009年8月1日に行われたボタフォゴFR戦で18歳でプロデビューを果たした。2011年、ウルグアイのデポルティーボ・マルドナドへ完全移籍。同年にレンタル移籍したサンパウロFCではコパ・スダメリカーナ優勝を経験した。
2014年1月8日、レアル・マドリード・カスティージャへレンタル移籍で加入。3月15日のレクレアティーボ・ウェルバ戦でハットトリックを達成した後にトップチームに招集され、5月11日のセルタ・デ・ビーゴ戦でカゼミーロに代わりプリメーラ・ディビシオンデビューを果たした。
レアル・サラゴサへの1年間のレンタル期間を経て、2015年7月30日に昇格組のUDラス・パルマスへシーズン終了までのレンタル移籍で加入。12月12日のレアル・ベティス戦で1部初ゴールを記録。最終的に9得点を挙げ、クラブの残留に貢献した。
2016年7月31日、レアル・ソシエダへ完全移籍。同年9月9日のRCDエスパニョール戦で挙げた同点弾がソシエダでの初ゴールとなった。11月27日のFCバルセロナ戦では先制点を挙げ勝ち点1奪取に貢献するなど12得点4アシストでチーム内得点王に輝き、翌2017-18シーズン序盤に契約を2022年まで延長した。
2021年1月23日、ウルヴァーハンプトン・ワンダラーズFCに2020-21シーズン終了までのローン移籍で加入したことが発表された。
2021年8月26日、2021-22シーズンはレアル・ベティスにレンタル移籍することが発表された。
2022-23シーズンからはベティスに完全移籍するも、同じポジションを争うボルハ・イグレシアスに次ぐ2番手のFWとしての立ち位置が多くなり、リーグ戦では28試合に出場し2ゴールしか挙げられず、2022-23シーズン終了後にはメキシコのクルス・アスルからの関心も噂された
2023-24シーズンは、イグレシアスがシーズン後半からバイエル・レバークーゼンに期限付き移籍したこともあり、リーグ戦33試合に出場して10得点をマーク。リーグ戦においてチーム最多の得点者となった
2024年7月1日、ロシアのFCスパルタク・モスクワに移籍した。
2025年1月14日、ECバイーアに2年契約で移籍した。

### 代表歴
U-20ブラジル代表として2011年に開催された南米ユース選手権とU-20ワールドカップに出場し、優勝に貢献した。

## タイトル

### クラブ
サンパウロ
- コパ・スダメリカーナ : 2012

レアル・マドリード
- コパ・デル・レイ : 2013-14

レアル・ソシエダ
- コパ・デル・レイ : 2019-20

レアル・ベティス
- コパ・デル・レイ : 2021-22

### 代表
U-20ブラジル代表
- 南米ユース選手権 ： 1回 (2011)
- FIFA U-20ワールドカップ ： 1回 (2011)